# Macchia d'Isernia
Macchia d'Isernia är en ort och kommun i provinsen Isernia i regionen Molise i Italien. Kommunen hade 1 093 invånare (2018).